# Hystricia laxa
Hystricia laxa är en tvåvingeart som beskrevs av Charles Howard Curran 1942. Hystricia laxa ingår i släktet Hystricia och familjen parasitflugor.
Artens utbredningsområde är Panama. Inga underarter finns listade i Catalogue of Life.